# I’m Not Gonna Miss You
I’m Not Gonna Miss You ist ein Song von Glen Campbell, den er zusammen mit der Studioband The Wrecking Crew eingespielt hat. Das Lied wurde von ihm und seinem langjährigen Produzenten Julian Raymond gemeinschaftlich verfasst. Der Song erschien am 30. September 2014 begleitend zum Dokumentarfilm Glen Campbell: I’ll Be Me. Es ist die letzte Aufnahme des Country-Sängers; seine fortschreitende Alzheimer-Erkrankung macht weitere musikalische Aktivitäten unmöglich. Das Lied wurde für die Oscarverleihung 2015 zur Auszeichnung als bester Song nominiert und gewann den Grammy Award for Best Country Song bei den Grammy Awards 2015.

## Hintergrund
Julian Raymond, der bereits von Kindesbeinen an großer Glen-Campbell-Fan war, hat sich seit 2008 der Country-Legende angenommen und bereits das Comeback-Album Meet Glen Campbell (2008), das 2011er-Album Ghost on the Canvas und das 2014 veröffentlichte Album See You There, das auf derselben Session wie sein Vorgänger beruht, aufgenommen. 2012 wurde ihm die Ehre zuteil, die musikalische Ausgestaltung der Grammy-Awards-Show zu übernehmen. Im selben Jahr erhielt Campbell den Lifetime Achievement Award der National Academy of Recording Arts and Sciences. Zwischen den beiden entwickelte sich eine Freundschaft, und so beschloss Raymond, auch den letzten Weg mit dem immer schwächer werdenden Campbell zu gehen. So war er bei der letzten Tour dabei, die Bestandteil des Dokumentarfilms Glen Campbell: I’ll Be Me wurde.
Julian Raymond schlug dem Regisseur James Keach vor, einen letzten gemeinsamen Song mit Glen Campbell zu schreiben. Keach ließ die Entstehung des Songs dokumentieren und machte sie zu einem Bestandteil des Dokumentarfilms. Es sind die letzten Szenen der Dokumentation. Titel und Text von I’m Not Gonna Miss You basieren auf einer Aussage von Campbell. Konfrontiert mit seiner Krankheit und der Furcht der Leute um ihn, sagte er sinngemäß, er wisse nicht, was das Aufhebens solle. Es sei ja nicht so, als würde er anschließend jemanden vermissen. Der Text behandelt die Auswirkungen seiner Erkrankung auf ihn und beschreibt außerdem die große Liebe, die er zu seiner Familie empfindet und die er im Laufe seiner Erkrankung vergessen wird.
Die Aufnahmen fanden im Januar 2013 zusammen mit Raymond und den Studiomusikern der Wrecking Crew statt. Durch die besonderen Umstände und das schnelle Fortschreiten der Alzheimer-Erkrankung war es allen Beteiligten bewusst, dass es der letzte Titel sein werde, den Campbell einspielt. Der Song ist daher auch einfacher gehalten als viele seiner berühmt gewordenen Lieder. Die originale Besetzung lautet:
- Glen Campbell: Gesang/Gitarre
- Joe Osbourne: Bass
- Hal Blaine: Schlagzeug
- Don Randi: Klavier
- Julian Raymond: Produktion

Veröffentlicht wurde das Lied am 30. September 2014 zunächst als Download-Single begleitend zum Dokumentarfilm. Ein Musikvideo wurde am 12. Oktober 2014 veröffentlicht. Regie führte James Keach. Das Video zeigt sowohl Ausschnitte aus der Dokumentation als auch Stationen von Campbells fünfzigjähriger Karriere. Billboard.com bezeichnete das Video als ähnlich bewegend wie Johnny Cashs Video zu Hurt.
Am 17. Februar 2015 erschien sowohl die Extended Play als auch der Soundtrack zu Glen Campbell: I’ll Be Me, auf denen das Lied zu finden ist. Campbell selbst erlebte die Veröffentlichungen und die Ehrungen, die er für den Song erhielt, nicht mehr bewusst. Er befand sich seit April 2014 in einer Pflegeeinrichtung in Nashville und konnte sich nicht mehr an seine Karriere erinnern.

## Rezeption
Mit diesem Song gewannen Campbell und Raymond einen Grammy Award für den besten Countrysong. Außerdem wurden beide für einen Oscar bei der Oscarverleihung 2015 nominiert. Da Campbell nicht mehr auftreten konnte, übernahm Tim McGraw bei der Oscarverleihung den Gesang. Er wurde von der Familie Campbells dafür ausgewählt und betrachtete den Auftritt als große Ehre.